# Русько-Лютіно
Ру́сько-Лю́тіно (рос. Русско-Лютино) — хутір у Куйбишевському районі Ростовської області Росії. Входить до складу Кринично-Лузького сільського поселення.

## Географія
Географічні координати: 47°44' пн. ш. 39°15' сх. д. Часовий пояс — UTC+4.
Хутір Русько-Лютіно розташований на південному схилі Донецького кряжу. Відстань до районного центру, села Куйбишева, становить 29 км. На північно-західній околиці хутора протікає річка Лівий Тузлов.

### Урбаноніми
- вулиці — Соціалістична;
- провулки — Кооперативний[2].

## Населення
За даними перепису населення 2010 року на території хутора проживало 184 особи. Частка чоловіків у населенні складала 46,2% або 85 осіб, жінок — 53,8% або 99 осіб.

## Соціальна сфера
У селі діють фельдшерський пункт та сільська бібліотека.